# 斯凱德斯努塔內峰
斯凱德斯努塔內峰（英語：Skeidsnutane Peaks）是南極洲的山峰群，位於東部南極洲的毛德皇后地，屬於洪堡山脈的一部分，最高點海拔高度2,885米，由德國的探險隊發現。
71°53′S 11°35′E / 71.883°S 11.583°E